# Doreen Denny
Doreen Denny ist eine ehemalige britische Eiskunstläuferin, die im Eistanz startete.
Ihr Eistanzpartner war Courtney Jones. Das Paar gewann alle Wettbewerbe, an denen es teilnahm. 1959 wurden sie als amtierende britische Meister in Davos Europameister und in Colorado Springs Weltmeister. Ihre Titel verteidigten sie 1960 bei der Europameisterschaft in Garmisch-Partenkirchen und der Weltmeisterschaft in Vancouver. 1961 wurden sie in Berlin nochmals Europameister. Es war ihr letzter Wettbewerb, da die Weltmeisterschaft 1961 in Prag aufgrund des Flugzeugabsturzes der US-Mannschaft abgesagt wurde und Denny nach der Saison den italienischen Eistänzer Gianfranco Canepa heiraten wollte.
Später arbeitete Denny als Trainerin beim Broadmoor Skating Club in Colorado Springs. Zu ihren Schülern gehörten Colleen O’Connor und Jim Millns, die 1976 die olympische Bronzemedaille im Eistanz gewannen.
1982 wurde Denny bei einem Einbruch ihr Siegertablett der WM 1959 gestohlen. 2010 bekam sie es zurück.

## Ergebnisse

### Eistanz
(mit Courtney Jones)
| Wettbewerb / Jahr         | 1959 | 1960 | 1961 |
| ------------------------- | ---- | ---- | ---- |
| Weltmeisterschaften       | 1.   | 1.   |      |
| Europameisterschaften     | 1.   | 1.   | 1.   |
| Britische Meisterschaften | 1.   | 1.   | 1.   |